# Richard Mentor Johnson
 (juin 2022).
Si vous disposez d'ouvrages ou d'articles de référence ou si vous connaissez des sites web de qualité traitant du thème abordé ici, merci de compléter l'article en donnant les références utiles à sa vérifiabilité et en les liant à la section « Notes et références ».
Pour les articles homonymes, voir Johnson et Richard Johnson.
Richard Mentor Johnson, né le 17 octobre 1780 à Louisville (alors dans la colonie de Virginie, aujourd'hui dans le Kentucky)  et mort le 19 novembre 1850 à Frankfort dans le Kentucky, est un homme d'État américain, neuvième vice-président des États-Unis.
Résidant dans le comté de Scott, il est élu au niveau fédéral pour le Kentucky au Sénat puis à la Chambre des représentants, avant d'être le vice-président sous la présidence de Martin Van Buren entre 1837 et 1841.

## Jeunesse et famille
Johnson nait dans le lieu-dit de Beargrass, dans le comté de Jefferson, désormais partie de Louisville, alors dans la colonie de Virginie, et sa famille déménage rapidement dans le comté de Scott. Il étudie à l’université Transylvania à Lexington et est admis au barreau du Kentucky en 1802.
Johnson ne se marie pas mais entretient une longue relation affichée avec Julia Chinn, une ex-esclave quarteronne ou octoronne de la famille. Ensemble, ils ont deux enfants : Adaline Chinn Johnson et Imogene Chinne Johnson, que Johnson reconnaitra. Ses deux frères, James et John Telemachus, ainsi que son neveu Robert Ward Johnson (en) seront tous membres de la Chambre des représentants, Robert Ward sera même sénateur.

## Carrière militaire
Richard Johnson est nommé colonel des volontaires du Kentucky et commande un régiment dans des engagements contre les britanniques dans le Bas-Canada en 1813. Certains lui attribuent personnellement la mort du chef amérindien Shawnee Tecumseh durant la bataille de la rivière Thames ; bien que l'exactitude de cette affirmation reste très douteuse, Jonhson s’en servira plus tard pour favoriser sa carrière politique. Edgar Allan Poe, qui était hostile aux démocrates, se moque du parti qu'il aurait tiré de son rôle lors de cet événement, en exhibant ses cicatrices devant les électeurs, dans le conte L'Homme qui était refait, publié initialement durant la campagne présidentielle de 1839.

## Mandat électoraux

### Assemblée du Kentucky
Johnson est membre de l’assemblée législative du Kentucky de 1804 à 1806 et de nouveau en 1819. Il est élu une dernière fois en 1850 mais meurt à Frankfort (Kentucky), la capitale de l'État, peu après sa prise de fonction.

### Chambre des représentants
Johnson est élu du Parti républicain-démocrate au congrès américain du 4 mars 1807 au 3 mars 1819. Il est président du Committee on Claims et du Committee on Expenditures in the War Department.
Après son passage au Sénat, il revient à la Chambre des représentants du 4 mars 1829 au 3 mars 1837. Il est président du Committee on Post Office and Post Roads et du Committee on Military affairs.

### Sénat des États-Unis

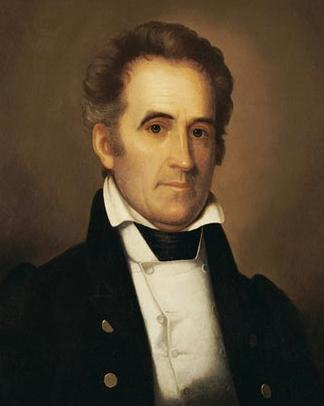
Richard Mentor Johnson par Rembrandt Peale.

Johnson est élu au Sénat à la suite de la démission de John Jordan Crittenden et est réélu ensuite. Il est sénateur du 10 décembre 1819 au 3 mars 1829, année où il échoue à être réélu.

### Vice-président
Johnson est choisi par le Sénat  pour être le vice-président de Martin Van Buren après avoir perdu des voix des Grands électeurs à cause de sa relation affichée avec une ex-esclave de la famille Julia Chinn. Il sert en tant que vice-président du 4 mars 1837 au 3 mars 1841.

## Vie privée
Il est chrétien baptiste, membre de la Great Crossing Baptist Church à Georgetown (Kentucky).

## Honneurs
Johnson est enterré au cimetière de l'État à Frankfort, capitale du Kentucky.
Des douze comtés nommés Johnson aux États-Unis, cinq ont été nommés en son honneur : un en Iowa, un au Kentucky, un au Missouri, un au Nebraska et un dans l'Illinois, ce dernier a été nommé en son honneur en 1812, avant même qu’il n’affirme avoir tué le chef amérindien Tecumseh.